# マシュー・ジャーマン
マシュー・ジャーマン(1989年12月8日-)はオーストラリア・ウロンゴン出身のサッカー選手。ポジションはDF。
Kリーグ時代の登録名はマテュー（ハングル: 매튜）。

## 経歴

### クラブ
2007年、シドニーFCに加入し、同年9月9日のパース・グローリー戦でAリーグデビューを果たす。2010-11シーズン中に、チームメイトのジュホ・マカラがゴールドコースト・ユナイテッドFC戦でゴールを決めてフェンスをジャンプした際に、フェンスが跳ね上がり、ジャーマンの足に直撃して骨折してしまった。
2017年1月3日、水原三星ブルーウィングスに完全移籍した。

### 代表
2018 FIFAワールドカップを戦うオーストラリア代表の本大会メンバーに選出された。

## 代表歴

### 出場大会
- オーストラリア代表
  - 2018 FIFAワールドカップ

### 試合数
- 国際Aマッチ 8試合 0得点（2017年-2019年）[3]

| オーストラリア代表 | 国際Aマッチ | 国際Aマッチ |
| 年                 | 出場        | 得点        |
| ------------------ | ----------- | ----------- |
| 2017               | 4           | 0           |
| 2018               | 2           | 0           |
| 2019               | 2           | 0           |
| 通算               | 8           | 0           |